# Lissogenius ertli
Lissogenius ertli är en skalbaggsart som beskrevs av Moser 1911. Lissogenius ertli ingår i släktet Lissogenius och familjen Cetoniidae. Inga underarter finns listade i Catalogue of Life.